# Latif Bashir oglu Safarov
Pour les articles homonymes, voir Safarov.
Latif Safarov (en azéri:Lətif Bəşir oğlu Səfərov) est un réalisateur soviétique azerbaïdjanais, Artiste émérite de la RSS d'Azerbaïdjan.

## Biographie et formation
Latif Safarov est né le 30 septembre 1920 à Choucha. À l'âge de 7 ans, il apparaît dans le film du réalisateur Leo Moore "Fille de Guilan" ("Mois de bronze"). Puis, avec une équipe créative, il vient à Bakou et travaille dans la compagnie de télévision. 
En 1928-1931, il joue des rôles d'enfants dans les films "Sevil", "Latif", "La route vers l’Ouest", "Buisson d’or". Mais plus tard, il tombe malade et revient à Barda. En 1931, il entre au Collège technique pédagogique de Gandja et étudie par correspondance. Il revient à Bakou et travaille d'abord dans le département de doublage du studio, puis comme assistant réalisateur au tournage. En 1940, il entre à l'Institut national de la cinématographie de l'Union à Moscou. Il apprend les secrets de l'art auprès du réalisateur russe Grigori Kozintsev. Il interrompt ses études à cause de la guerre et retourne à Barda, où il travaille comme enseignant dans les années 1941-1946. En 1946, il retourne à Moscou et poursuit ses études. Latif Safarov se suicide avec un fusil de chasse le 9 décembre 1963.

## Activité professionnelle
En 1950 Latif Safarov retourne à Bakou en tant que directeur de la photographie professionnel et travaille dans le studio de cinéma. Au début des années 50, il réalise plusieurs documentaires. En 1955, il est chargé de tournage du film "Sevimli chanz" (Bakhtiyar). Il invite Rachid Behboudov au rôle principal, parce que les chansons lyriques du compositeur du film Tofig Guliyev exigent un acteur et chanteur. Le succès de Rashid Behbudov dans le film Arshin Mal Alan le pousse à rejoindre le cinéma. Ainsi, Rashid Behboudov fait un nouveau triomphe à l'écran avec ce film. Le film "Bakhtiyar" devient l'exemple le plus digne d'un long métrage musical dans le cinéma azerbaïdjanais avec les chansons de Tofig Guliyev Zibeyda, Bague d’or, Baku. 
En 1958, Latif Safarov est élu président de l'Union des cinéastes d'Azerbaïdjan. Puis il commence à tourner le film "Koroglu". En 1963, il est démis de ses fonctions au secrétariat de l'Union des cinéastes d'Azerbaïdjan.

## Filmographie
Source : 

### Réalisateur
- 1955 : Chanson préférée
- 1957 : Sous le ciel brûlant
- 1961 : Une histoire d'amour

### Acteur
- 1928 : La fille de Guilian de Leo Mour et de Andreï Vladimirovitch Bykhovski (ru): Goulgoul
- 1929 : Sévil d'Amo Bek-Nazarov: Gioundouz, fils de Sevil et de Balach
- 1930 : Liatif, court métrage de Mikhaïl Ioussif ogly Mikaïlov (ru): le rôle titre